# Université linguistique d’État de Nijni Novgorod
L'université linguistique d’État Dobrolioubov de Nijni Novgorod (en russe : Нижегородский государственный лингвистический университет имени Н. А. Добролюбова) est un établissement d'enseignement supérieur situé à Nijni Novgorod. Fondée en 1937 comme Institut pédagogique des langues étrangères de Gorki, son histoire remonte à 1917, lorsque furent organisés les cours supérieurs des langues étrangères par la section de l'éducation populaire du gouvernement de Nijni Novgorod. Elle porte le nom de Nikolaï Dobrolioubov, un critique littéraire parmi les plus influents de la Russie du XIXe siècle.
L'établissement se situe au 31-a, rue Minine, dans le quartier historique de la ville. Il compte deux filiales, à Lipetsk et à Naberejnye Tchelny.

## Histoire
Les cours linguistiques sont organisés à l'initiative de Max Mikhaïlovitch Landau (1888-1935) un ingénieur chimiste d'origine juive polonaise, qui en devient le premier directeur. En 1923, les cours gagnent en popularité et leur durée est prolongée jusqu'à cinq ans. Les élèves à cette époque sont accueillis dans les locaux de l'école située à Tchernoproudski pereoulok et dans le gymnasium municipal de Nijni-Novgorod. En août 1935, la direction est confiée à Alexandre Ivanovitch Berezine, un pédagogue de formation qui modernisa la structure et le fonctionnement de l'établissement et devint le premier recteur de l'Institut pédagogique inauguré en 1937. Les trois facultés, - celle d'anglais, d'allemand et des langues romanes, - se partagent alors quelque 148 étudiants et le corps enseignant comprend 21 professeurs. La faculté de linguistique en formation continue est également créée par la suite.
Les deux premiers bâtiments de l'actuelle université sont construits en 1948, à l'endroit où jadis se trouvait l'église de la Sainte-Trinité de Verkhni Possad, sur l'ancienne place Starosennaïa. Depuis, on y a érigé deux autres bâtiments.
En 1964, on a inauguré la faculté de traduction des langues indo-européennes.
Le statut d'université est attribué à l'établissement en 1994.

## Source et références
- (ru) Cet article est partiellement ou en totalité issu de l’article de Wikipédia en russe intitulé « Нижегородский государственный лингвистический университет имени Н. А. Добролюбова » (voir la liste des auteurs).